# Valdujo
Valdujo é uma povoação portuguesa sede da Freguesia de Valdujo do Município de Trancoso, freguesia com 16,40 km² de área e 158 habitantes (censo de 2021), tendo, por isso, uma densidade populacional de 9,6 hab./km².
Além da sede, a freguesia engloba três povoados: Quinta da Igreja, Quinta do Curral e Quinta do Cabeço.

## Demografia
A população registada nos censos foi:
| Distribuição da População por Grupos Etários | Distribuição da População por Grupos Etários | Distribuição da População por Grupos Etários | Distribuição da População por Grupos Etários | Distribuição da População por Grupos Etários |
| -------------------------------------------- | -------------------------------------------- | -------------------------------------------- | -------------------------------------------- | -------------------------------------------- |
| Ano                                          | 0-14 Anos                                    | 15-24 Anos                                   | 25-64 Anos                                   | > 65 Anos                                    |
| 2001                                         | 23                                           | 28                                           | 130                                          | 91                                           |
| 2011                                         | 14                                           | 13                                           | 72                                           | 86                                           |
| 2021                                         | 9                                            | 5                                            | 51                                           | 93                                           |

## História
Valdujo esteve sujeita às justiças da vila de Moreira de Rei desde a sua fundação. Quando foi paroquialmente instituída, passou a ser uma das paróquias de Moreira, sendo sua filial, razão pela qual o cura de Valdujo era apresentado em alternância pelo pároco de Santa Maria e pelo de Santa Marinha daquela vila.
A sede da freguesia é formada por três pequenas aldeias: Quintã do Cabeço, Quintã do Curral e Quintã da Igreja. Estas três aldeias encontram-se localizadas numa prega de um vale que desce de um elevado cume do Cabeço Alto, onde tem origem o ribeiro de Valongo, topónimo que deve talvez a sua origem à dobra da falda oriental do vale.
Faz ainda parte da freguesia o lugar de Moitas, banhado pela ribeira do mesmo nome, afluente da ribeira de Cótimos.
Atendendo ao topónimo daquelas três aldeias, é de admitir que a sua antiguidade remonte ao domínio romano ou suevo-visigótico.
Na Quintã da Igreja foi construída, em tempos remotos, uma humilde basílica sob a invocação de Santa Maria. Sucedeu a esta a actual igreja, que em boa cantaria mostra ainda muito da sua antiga traça.

## Património
- Igreja Matriz de Valdujo